# خوسيه إدواردو بيتنكورت
خوسيه إدواردو بيتنكورت (بالبرتغالية: José Eduardo Bettencourt‏) هو مصرفي برتغالي، ولد في 24 أكتوبر 1960 في لشبونة في البرتغال.